# Palazuelos de Eresma
Palazuelos de Eresma er en by og kommune i det centrale Spanien i provinsen Segovia. Den har et indbyggertal på 5.968 (2024) indbyggere.